# Johnny Ace
Johnny Ace (född John Marshall Alexander), 9 juni 1929, död 25 december 1954, var en amerikansk bluesballad-sångare, främst ihågkommen för bluesballaden "Pledging My Love" (som år 1955, förutom att postumt toppa R&B-listan i 10 veckor, även blev en pop-top 20-hit, även känd från filmen Christine.), samt för sin död där han alkoholpåverkad riktade sin pistol mot sig själv och avfyrade den i tron den var oladdad.
År 1949, efter militärtjänstgöring i flottan under andra världskriget började Ace som pianist i Adolph Duncans Memphis-baserade band. Ace medverkade även i det lösa musikersamfundet The Beale Streeters med bland andra Bobby Bland, B.B. King och Earl Forest, då han 1952 skrev skivkontrakt med discjockeyn David Mattis nystartade skivbolag Duke Records och singeldebuterade som sångare med balladen "My Song", vilken kom att toppa R&B-listan i 9 veckor.

## Diskografi
- en.wikipedia.org – Johnny Ace Discography